# Langwedel, Rendsburg-Eckernförde
Langwedel là một đô thị thuộc quận Rendsburg-Eckernförde, bang Schleswig-Holstein.